# Krka (Slovenija)
Rijeka Krka u Sloveniji, s 93 km najduža je slovenska rijeka. Izvire u blizini Ljubljane, prolazi kroz Novo Mesto i utječe u Savu kraj Brežica.

## Vanjske poveznice
|  | Zajednički poslužitelj ima još gradiva o temi Krka |